# The 100 (televisieserie)
The 100 (spreek uit als The Hundred) is een Amerikaanse post-apocalyptische dramaserie. De serie is gebaseerd op het gelijknamige boek van Kass Morgan en ontwikkeld door Jason Rothenberg.
De serie ging op 19 maart 2014 in première op The CW, aansluitend op Arrow. De Engelse zender E4 zond de serie eveneens uit. In Nederland was de serie te volgen via Netflix.

## Overzicht
| Seizoen | Afleveringen | Originele uitzendingen | Originele uitzendingen |
| Seizoen | Afleveringen | Seizoenspremière       | Seizoensfinale         |
| ------- | ------------ | ---------------------- | ---------------------- |
| 1       | 13           | 19 maart 2014          | 11 juni 2014           |
| 2       | 16           | 22 oktober 2014        | 12 maart 2015          |
| 3       | 16           | 21 januari 2016        | 19 mei 2016            |
| 4       | 13           | 1 februari 2017        | 24 mei 2017            |
| 5       | 13           | 24 april 2018          | 8 augustus 2018        |
| 6       | 13           | 30 april 2019          | 6 augustus 2019        |
| 7       | 16           | 20 mei 2020            | 30 september 2020      |

## Verhaal
De serie speelt zich 97 jaar na een nucleaire oorlog af. De enige overlevenden zijn de circa 4000 inwoners van ruimtestations die rondcirkelen boven de aarde. De ruimtestations hebben zich gebundeld tot een geheel: de "Ark". De Ark bestaat uit ruimtestations die voorheen behoorden tot het Verenigd Koninkrijk, de Verenigde Staten, Australië, Canada, China, Japan, India, Rusland, Venezuela, Spanje, Brazilië en Oeganda. Hulpmiddelen zijn schaars en op elk misdrijf staat de doodstraf, tenzij de dader de leeftijd van achttien nog niet heeft bereikt. De Ark is echter stervende, doordat steeds meer onderdelen die nodig zijn om in de ruimte te overleven beschadigd raken. Als laatste wanhoopsdaad besluiten de machthebbers in de Ark om 100 jeugdige bewoners, veroordeeld voor wat op de vooroorlogse aarde relatief kleine misdaden en misdrijven zouden zijn geweest, naar de aarde te sturen om te testen of het aardoppervlak weer bewoonbaar is geworden.

### Seizoen 1
Wanneer deze 100 jeugdige misdadigers de aarde bereiken, komen ze er achter dat er geen contact is met de ark. In het kamp vormt zich al snel een beweging, onder leiding van Bellamy Blake, die zich afzet tegen elke vorm van regelgeving. Daartegenover staat de groep van Clarke Griffin die vindt dat er regels nodig zijn om te overleven. Al snel blijkt echter dat alles wat ze dachten te weten over de aarde niet klopt. Er lopen andere mensen rond op aarde, die overduidelijk geen vrede willen sluiten met hen. Deze mensen, die ze Grounders noemen, zorgen voor chaos in het kamp van de 100. De Grounders noemen de mensen van de Ark Skaikru. Tegenover deze nieuwe dreiging besluiten Bellamy en Clarke om de strijdbijl te begraven en samen de leiding in het kamp over te nemen. Een oorlog lijkt haast onvermijdelijk. De jonge mensen moeten zich voorbereiden om te vechten, maar dat is moeilijk. Ze hebben weinig middelen en hun kamp is erg instabiel. Naast een onvermijdelijke oorlog speelt er nog meer in het leven van de tieners, aangaande vriendschappen en liefdesrelaties.
Naarmate de aanval van de Grounders dichterbij komt, breekt er opnieuw een tweestrijd uit in het kamp. Eén groep onder leiding van Clarke vindt dat de 100 moeten vluchten, terwijl een andere groep onder leiding van Bellamy vindt dat ze, ingegraven in het kamp, de aanval moeten afwachten. Wanneer de evacuatie van de groep mislukt en resulteert in de dood van 1 van de 100 besluiten ze Bellamy's plan te volgen. Aangezien al snel blijkt dat de Grounders met veel meer dan hen zijn, bedenkt Clarke een list om de strijd alsnog te kunnen winnen.
Op de Ark is intussen een rebellie uitgebroken onder leiding van raadslid Diana Sydney. Samen met een groep volgelingen kaapt ze een van de Exodusschepen om naar de aarde te gaan. Wanneer Sydney echter te vroeg vertrekt, gaat er iets mis, waardoor een groot deel van de Ark ontploft en verschillende mensen omkomen. Bovendien blijken de andere Exodusschepen onbruikbaar te zijn geworden door de ontploffing. Het schip van Sydney stort door een gebrek aan parachutes neer op de aarde. Er zijn geen overlevenden.
Terwijl Bellamy en de andere leden van de 100 een bloedige strijd vechten in hun stellingen rond het kamp, helpt Clarke de monteur Raven om de brandstof in hun landingsschip, dat nog midden in hun kamp staat, te gebruiken om de Grounders te verbranden. De andere leden van de 100 trekken zich allemaal terug in het schip, op de voeten gevolgd door de hordes Grounders die proberen de toegangspoort van het schip in te beuken. Wanneer de poort het dreigt te begeven, slaagt Raven er uiteindelijk in om de brandstof los te laten en zo de groep Grounders levend te verbranden. Wanneer de 47 overlevenden de poort van het schip openen volgt er al snel een onaangename verrassing als ze plots verdoofd geraken door traangasgranaten en "flashbangs".

### Seizoen 2
In seizoen 2 landt de Ark op aarde. Intussen zijn de 47 overlevende jongeren, onder wie Clarke, ondergebracht in het blijkbaar bewoonde Mount Weather Emergency Operations Centre. Opmerkelijk is de aanwezigheid van verschillende schilderijen van Nederlandse kunstenaars als Jheronimus Bosch, Johannes Vermeer en Vincent van Gogh in het centrum.
De inwoners van Mount Weather blijken tweede en derde generaties van vooroorlogse families, die in de bunker gingen schuilen voor de nucleaire oorlog, te zijn. Omdat de aarde na 97 jaar nog steeds veel radioactiviteit bevat, en de Mountain Men daar niet tegen bestand zijn, kunnen ze de bunker niet uit. Het beenmerg van de 47 jongeren, die door hun verblijf in de ruimte wél beschermd zijn tegen de straling, blijkt de oplossing voor hun probleem te zijn, maar de president van Mount Weather weigert de jongeren daarvoor op te offeren. Wanneer de zoon van de president echter de macht opeist, worden de 46 jongeren met geweld gedwongen hun beenmerg af te staan. Zonder verdoving wordt er in hun botten geboord, waardoor de meesten de behandeling niet overleven.
Clarke slaagt erin uit Mount Weather te ontsnappen en gaat op zoek naar andere overlevenden. Wanneer ze aankomt bij de gelande Ark en daar haar moeder terugziet, krijgt ze te horen dat Finn in zijn zoektocht naar haar een half Grounderdorp heeft doodgeschoten. Clarke vertelt de anderen wat er in Mount Weather gebeurt en weet Lexa, de commandant van de Grounders, ervan te overtuigen om als bondgenoten de strijd met de Mountain Men aan te gaan. Als voorwaarde eist Lexa de executie van Finn. Na een mislukte poging dit te verhinderen, steekt Clarke Finn uiteindelijk zelf dood om hem een marteldood te besparen.
Wanneer het leger aankomt bij Mount Weather verbreekt Lexa het verbond door in te stemmen met de Mountain Men om alle Grounders uit Mount Weather te laten ontsnappen en in ruil Skaikru vast te houden. Clarke en Octavia blijven alleen achter terwijl intussen ook meerdere mensen van de Ark, onder wie de moeder van Clarke, gevangen zijn genomen. Doordat iedereen in Mount Weather ondertussen geëvacueerd is naar niveau −5, weten Clarke en Octavia samen met Bellamy en Monty ongezien de controlekamer op niveau −7 te bereiken en ervoor te zorgen dat niveau −5 volledig bestraald wordt. Alle bewoners van Mount Weather sterven, ook onschuldige mensen zoals Maya, de geliefde van Jasper.
Jaha, die zichzelf door in de ruimte te blijven had opgeofferd om de Ark te lanceren, is intussen ook op aarde geland. Hij gaat samen met Murphy en enkele anderen op zoek naar de "City of Light".

### Seizoen 3
Het derde seizoen begint drie maanden later. De neergestorte Ark is intussen opgebouwd tot een nederzetting, genaamd Arkadia. Mede met spullen uit Mount Weather is het wrak een thuis geworden voor Skaikru. Nu de vijanden uit Mount Weather zijn verslagen, duurt het niet lang alvorens een nieuwe vijand in zicht komt: de artificiële intelligentie A.L.I.E. doet er alles aan om mensen naar de City of Light te krijgen, een simulatie van de werkelijkheid waar geen leed en pijn is. Iedereen die een chip inneemt, kan deze plek bereiken en is dan onder controle van A.L.I.E. De situatie wordt drastisch wanneer ook de Grounders geïnteresseerd raken in de City of Light en er haast niemand meer overblijft die niet gechipt is. Clarke doet er alles aan om A.L.I.E. te stoppen. Ze komt te weten dat de commandant, de leider van de Grounders, niet door een verkiezing wordt gekozen, maar wel door het bloed dat hij of zij heeft. Als een toekomstige commandant zwart "nachtbloed" heeft, kan deze de tweede versie van het A.L.I.E.-programma tot zich nemen. Deze  A.L.I.E. 2.0 is een chip die alle geesten en gedachten van de vorige commandanten bevat en uitgevonden is door de eerste commandant, genaamd Becca Franco.
Ondertussen richt zich onder leiding van Charles Pike een groep op die de grond van de Grounders wil bemachtigen om er landbouwgrond van te maken. Ook Bellamy sluit zich hierbij aan. Wanneer Lincoln door Pike wordt geëxecuteerd vanwege zijn verleden als Grounder, komt hij echter tot inkeer en keert hij zich tegen Pike. Uiteindelijk wordt Pike gevangengenomen en werkt hij samen met de resterende mensen die niet gechipt zijn. Nadat Clarke erin slaagt om A.L.I.E. te verslaan door zelf een chip te nemen en alles uit te schakelen, wordt Pike alsnog gedood door Octavia als wraak voor Lincoln. Vlak voordat A.L.I.E. uitgeschakeld werd, vertelde ze aan Clarke dat alle kernreactoren een meltdown zullen hebben en de aarde opnieuw onleefbaar zal worden door dodelijke straling.

### Seizoen 4
Praimfaya, de onvermijdelijke meltdown van de kernreactoren, komt dichterbij en Clarke en haar team werken aan een oplossing. Het brokstuk van de gelande Ark wordt gerepareerd zodat het als onderkomen kan voordoen. Wanneer het brokstuk echter ontploft, moet er een nieuwe oplossing worden gezocht. Als blijkt dat nachtbloed bestand is tegen radioactiviteit, wordt uitgezocht of het een oplossing is om iedereen nachtbloed te geven en zo de meltdown te overleven. Al snel blijkt dat echter een te groot risico te zijn. Tevens heeft Clarke zichzelf tijdens een test in een nachtbloed veranderd.
Uiteindelijk vindt Jaha een artikel over de "Second Dawn", een groep doomsday-denkers geleid door de visionair Bill Cadogan. De leden van de Second Dawn bereidden zich al jaren voor op het einde van de wereld, en werkten met een klassensysteem. Alleen diegenen die niveau 12 konden bereiken, zouden de door Cadogan gebouwde bunker mogen betreden. Jaha ontdekt de schijnbaar ongebruikte bunker, waarna een conclaaf tussen de vertegenwoordigers van de 12 clans moet bepalen welke clan de bunker mag gebruiken. Octavia wint namens Skaikru het gevecht, maar besluit dat elke clan 100 plaatsen krijgt. Een groep onder leiding van Jasper blijft achter in Arkadia en kiest ervoor om te sterven. Clarke, Bellamy, Monty, Harper, Murphy, Emori en Echo gaan intussen terug naar het laboratorium om Raven, die daar na het nachtbloedonderzoek was achterbleven, op te halen. Wanneer blijkt dat er niet genoeg tijd is om terug te keren naar de bunker, kiest de groep ervoor om met een raket naar de ruimte te gaan, naar de overgebleven onderdelen van de Ark. Clarke slaagt er echter niet in om op tijd in de raket te geraken, waardoor de groep besluit zonder haar te vertrekken. Zes jaar later blijkt dat Clarke de meltdown dankzij haar nachtbloed toch heeft overleefd.

### Seizoen 5
Het is zes jaar later, de aarde is opnieuw verwoest. Er is één enkele vallei over waar leven mogelijk is, Eden genaamd. Clarke heeft na zes jaar nog geen contact kunnen maken met de Ark en ook de bunker kan ze niet bereiken, doordat deze met brokstukken is bedolven. Op een dag is ze samen met Madi, een nachtbloedmeisje dat ze heeft gevonden tijdens haar tijd op de aarde, getuige van de landing van de Gagarin, een schip van de "Eligius Corporation". Het schip zit vol met gevangenen die komen kijken of de planeet opnieuw bewoonbaar is, nadat ze die vóór de eerste nucleaire ramp hadden verlaten. Al snel ontdekken ze Clarke en nemen ze haar gevangen. Op die manier verwerven ze de macht over de vruchtbare vallei. Niet veel later landt ook de groep uit de Ark terug op de aarde. Bellamy overtuigt Charmaine Diyoza, de leider van de Eligius Corporation, ervan om Clarke vrij te laten en de bunker met behulp van mijnwerkers te openen. Diyoza heeft baat bij de reddingsactie, omdat haar volk een dokter nodig heeft. Als voorwaarde stelt ze de overgave van "Wonkru", zoals de mensen in de bunker zichzelf intussen noemen.
In de bunker heeft Octavia als "Blodreina" met harde hand geregeerd, waardoor amper 800 mensen zijn overgebleven. Octavia is er dan ook niet blij mee dat de Eligius Corporation de macht over wil nemen en weigert zichzelf over te geven. Er ontstaat een oorlog, omdat Wonkru vanwege de onvruchtbare grond niet in de omgeving van de bunker kan blijven. Het komt tot een bloedige confrontatie vlak voor de vallei. Paxton McCreary, die intussen hardhandig de leiding over de Eligius Corporation heeft overgenomen, probeert met het schip raketten af te vuren op het front van Wonkru. Wanneer dit door omstandigheden echter niet lukt, vuurt hij een uiterst krachtige raket vanuit het moederschip Eligius IV af op de vallei. Vlak daarna wordt hij door Clarke vermoord. De raket is echter onderweg en dreigt de aarde voorgoed te verwoesten.
Intussen heeft Wonkru onder leiding van Madi, die vanwege haar nachtbloed vrijwillig de nieuwe commandant is geworden, de controle over de vallei in handen gekregen. Net op dat moment krijgen ze van Raven echter te horen dat ze zo snel mogelijk aan boord van het schip moeten gaan om zo de raketinslag te vermijden. Iedereen weet tijdig het schip te bereiken, waarna ze vlak vóór de inslag opstijgen. Eens in de ruimte moet Madi als commandant beslissen over het lot van de mensheid. Ze besluit dat cryoslaap de beste optie is, aangezien de vallei na 10 jaar weer bewoonbaar zou moeten zijn.
Wanneer Clarke en Bellamy wakker worden, wordt door een onbekende persoon genaamd Jordan vertelt dat ze 125 jaar hebben geslapen. Jordan blijkt de zoon van Harper en Monty, die niet in cryoslaap waren gegaan en intussen zijn overleden, te zijn. Monty heeft de codes van het mysterieuze Eligius III-project gekraakt en de Eligius IV richting een bewoonbare planeet met twee zonnen gestuurd. Wanneer Clarke en Bellamy wakker worden, zijn ze daar uiteindelijk aangekomen.

### Seizoen 6
Murphy, Emori, Echo, Raven, Shaw en Abby ontwaken uit hun cryoslaap en worden door Clarke, Bellamy en Jordan op de hoogte gebracht van de nieuwe planeet. Doordat de ionosfeer van de planeet geen enkele vorm van communicatie toelaat, is het onduidelijk of de bemanning van Eligius III nog steeds aanwezig is. Deze kwam namelijk 236 jaar eerder, in het jaar 2045, aan op de planeet. Een onderzoeksteam met onder andere Clarke, Bellamy en Shaw wordt via de Gagarin naar de grond gestuurd en ontdekt al snel dat de planeet niet onbewoond is. Zo stuiten ze op een elektrisch schild met daarop het logo van de Eligius Corporation. Shaw wordt geëlektrocuteerd door het schild en sterft. Wanneer later een deel van de rest van de groep ook geland is, raken ze met de hulp van een onbekende wel door het schild heen. Ze ontdekken dat de planeet bewoond wordt door een vredig volk, dat hun wereld "Sanctum" noemt. Sanctum blijkt te worden beïnvloed door de twee zonnen. Als de zonnen in één lijn staan, wordt iedereen op de planeet gewelddadig tegenover elkaar.
Het leven van de machthebbers op Sanctum, onder leiding van Russell Lightbourne, wordt geregeld door een vorm van reïncarnatie. De eerste generatie van bewoners van de planeet, de "Primes" genaamd, hebben hun geest laten opslaan in een "Mind Drive" die gecreëerd werd door Becca Franco, tevens de uitvindster van A.L.I.E. Hierdoor kan de persoon eeuwig voortleven in andere lichamen, mits die lichamen nachtbloed hebben. De geest en gedachten van het nieuwe lichaam, de "Host" genoemd, maken dan plaats voor de gedachten van de Prime. Zo is het mogelijk dat de Russell Lightbourne in 2281 dezelfde persoon is als de Russell Lightbourne die in 2045 aankwam op de nieuwe planeet. Op de "Naamdag" wordt een chip van de Primes geïmplanteerd in een nieuwe Host. De inwoners van Sanctum zien de Primes, mede door de reïncarnatie, als goden. Wanneer blijkt dat Clarke nachtbloed heeft, wordt ze door Russell en zijn vrouw Simone gedood om haar lichaam als Host te laten fungeren voor hun dochter Josephine. Er gaat echter iets fout en Clarkes geest blijft actief, terwijl Josephines geest de controle heeft over het lichaam. In de strijd om Clarkes lichaam komen ze herinneringen uit hun levens tegen.
Intussen wordt Abby op het moederschip gedwongen om Simone te laten zien hoe een nachtbloed gemaakt kan worden. Abby slaagt er op die manier in Kane van de dood te redden door zijn geheugen in het lichaam van een Host te implanteren. Kane kan echter niet leven met het idee dat het leven van een onschuldige man is genomen om dat van hem te redden en pleegt zelfmoord door zichzelf via een luchtsluis van Eligius IV in de ruimte te schieten.
Als Clarke uiteindelijk samen met de gevluchte Prime Gabriel Santiago een manier heeft gevonden om Josephine uit haar lichaam te krijgen, wordt Josephines geest uit Clarkes lichaam verwijderd. Bellamy had echter afgesproken dat Russell de Mind Drive van Josephine zou krijgen, in ruil voor de aardlingen die door Russell gevangen worden gehouden. Nu Josephine dood is, hebben ze dus geen middel meer om met de Primes te onderhandelen. Ondertussen neemt een inwoner van Sanctum wraak op de Primes door een aanslag te plegen op Simone. Haar Host sterft, maar Russell weet haar Mind Drive te redden. Octavia, Bellamy en Clarke hebben inmiddels een verbond gesloten met de volgers van Gabriel en samen bedenken ze een plan. Om hun plan te laten werken, doet Clarke zich voor als Josephine en infiltreert ze in Sanctum.
Wanneer de Primes beginnen met het aftappen van Madi's nachtbloed, injecteert Abby zichzelf met het serum om zo ook een nachtbloed te worden en Madi te beschermen. Als Russell dit opmerkt, ziet hij in Abby de perfecte nieuwe Host voor zijn vrouw. Abby wordt daarop gedood en Simone herrijst in haar lichaam. Nadat Russell gif van de Rode Zon over Sanctum laat neerdalen in de hoop de inwoners die niet geloven in de goddelijkheid van de Primes onschadelijk te maken, vertrekken de Primes met Madi, Raven en Gaia als gevangenen naar Eligius IV.
De Primes maken een plan om de geest van de overgebleven leden van Wonkru, die nog steeds in cryoslaap zijn, te verwijderen. Daarna willen ze naar planeet Bèta vertrekken, de eerstvolgende planeet in het zonnestelsel. Clarke kan haar vermomming als Josephine niet langer vasthouden en saboteert het plan van de Primes. Ze opent een luchtsluis waardoor, op Russell na, de overgebleven Primes de ruimte in worden geschoten, inclusief Simone in het lichaam van Abby. Nadat Madi als commandant Wonkru ervan overtuigt om Russell gevangen te nemen, vertrekken ze terug naar Sanctum. Daar worden ze herenigd met hun vrienden.
Ondertussen ontdekt Gabriel vreemde tekens op de rug van Octavia, die volgens hem veroorzaakt zijn door de Anomaly. Hij besluit samen met Octavia, Bellamy en Echo naar een speciale steen te gaan, waarop hij de tekens die op de rug van Octavia staan indrukt. Meteen daarna verschijnt de Anomaly, net als Diyoza's volwassen dochter Hope, die naar Octavia loopt en zegt: 'Het heeft mijn moeder.' Vervolgens steekt Hope haar neer, waarop Octavia verdwijnt in de armen van Bellamy. Daarop valt Hope flauw, terwijl Bellamy naar buiten rent om Octavia te zoeken.

### Seizoen 7
Meteen aan het begin van het seizoen wordt Bellamy ontvoerd door mysterieuze mensen uit de Anomaly. Hope, Echo en Gabriel besluiten daarop de Anomaly in te gaan, op zoek naar hem en Octavia. Intussen probeert Clarke de vrede te bewaren in Sanctum. Als vergelding voor Abby slaat Clarke Russell in elkaar. Op het moment dat hij het bewustzijn verliest verschijnt Sheidheda, de Dark Commander die voordien ook al geprobeerd had om de controle over Madi te nemen, in zijn gedachten. Hij snijdt de keel van Russell door en neemt zijn lichaam over.
Niet veel later ontdekt Raven dat de verschillende planeten uit het zonnestelsel verbonden zijn met speciale stenen, die in contact staat met de Anomaly. Via deze stenen kun je razendsnel van de ene naar de andere planeet reizen. De mysterieuze mensen die Bellamy hebben ontvoerd, blijken deze manier van reizen veelvuldig te gebruiken. De groep noemt zichzelf de "Discipelen van een Hogere Waarheid" en is via een steen op aarde richting het zonnestelsel met twee zonnen gekomen, waar ze op de planeet Bardo een ondergrondse kolonie hebben gebouwd. De oorspronkelijke bewoners van Bardo zijn uitgeroeid door een virus genaamd Gem-9. De Discipelen worden geleid door Anders, die zijn leven weidt aan het dienen van de "Shepherd", de eigenlijke leider van de Discipelen. Ze geloven in de "Laatste Oorlog", die een einde moet maken aan al het menselijke leed, en zijn van plan om Gem-9 als wapen te gebruiken.
Wanneer Octavia aankomt op Bardo, wordt ze meteen vastgebonden. Met zeer moderne technologie wordt in haar gedachten naar Clarke gezocht, die volgens de Discipelen de "sleutel" is omdat de Flame in haar hoofd zit, denken ze. Clarke zelf is intussen samen met Raven, Jordan, Miller en Niylah op zoek gegaan naar haar vrienden en komt uiteindelijk aan op Bardo. Daar wordt ze door Anders onmiddellijk herkend als de sleutel, waarop hij de Shepherd laat ontwaken uit cryoslaap. Het blijkt Bill Cadogan te zijn, de leider van de Second Dawn. Hij vond de steen op aarde en deed er twaalf jaar over om uit te zoeken hoe die werkt. Dankzij de hulp van Becca Franco slaagde hij er uiteindelijk in om het portaal naar Bardo te openen, waarheen hij met een aantal volgelingen gereisd is. Zijn dochter Callie liet hij achter op de aarde, waar zij later de tweede commandant zou worden en de eerste generatie Grounders zou leiden. Intussen is Echo bereid zichzelf op te offeren om de aanwezige Gem-9 vrij te laten komen, maar Hope en Diyoza kunnen haar net op tijd overhalen dat niet te doen. Anders neemt de reageerbuis met Gem-9 van haar over, maar wordt de keel overgesneden door Hope, waarop een druppel Gem-9 vrijkomt. Diyoza offert zichzelf op en vangt de druppel in haar hand, waardoor ze binnen een paar seconden sterft.
Bellamy, van wie iedereen dacht dat hij bij een explosie was overleden, blijkt samen met een Discipel op de extreem koude planeet Etheara te zijn terechtgekomen. Tijdens hun zoektocht naar de Anomaly-steen op Etheara overtuigt de Discipel Bellamy ervan om in Bill Cadogan te geloven en een volgeling van de Shepherd te worden. Wanneer ze eindelijk terug aankomen op Bardo verraadt Bellamy aan Cadogan dat Clarke de Flame niet meer in haar hoofd heeft. Onder druk van Cadogan neemt Clarke hem daarop mee naar Sanctum, waar Sheidheda op gewelddadige wijze de leiding heeft overgenomen, om er de Flame terug te vinden. Door toedoen van Gabriel wordt de Flame uiteindelijk voorgoed verwoest, waarna Cadogan onmiddellijk terug naar Bardo wil. Vlak voordat ze het portaal in stappen, wordt Bellamy, die op het punt staat om Madi te verraden, doodgeschoten door Clarke.
Wanneer de groep het portaal uit komt, blijkt dat Cadogan hen niet naar Bardo gestuurd heeft, maar naar de Second Dawn-bunker op aarde. Cadogan, die wel naar Bardo gereisd is, stuurt Sheidheda naar de aarde om Madi te halen. Hij vermoordt Gabriel en achtervolgt Madi, maar na een gevecht met Indra verdwijnt hij plotseling in het niets. Omdat Madi niet wil dat er nog meer mensen door haar sterven, offert ze zichzelf op en reist ze naar Bardo. De Discipelen gooien daarop een bom door het portaal, waardoor een groot deel van de bunker instort en Emori bedolven wordt onder het puin. In een poging haar te redden, reizen Raven, Murphy en Jackson met Emori naar Sanctum via de Anomaly-steen op aarde. Alle hulp komt echter te laat, waarop Murphy besluit haar Mind Drive in zijn hoofd te stoppen en zijn eigen leven op te geven om nog een paar uur met haar te kunnen doorbrengen.
Op Bardo aangekomen, wordt Madi tegen haar wil vastgebonden en onderzocht. Levitt, een bevriende Discipel, is het daar niet mee eens en zorgt ervoor dat Clarke en Octavia ook naar Bardo kunnen reizen. Uiteindelijk vinden ze Madi in een soort vegetatieve toestand, waarna Clarke op zoek gaat naar Cadogan, die de code voor de "Laatste Oorlog" gevonden blijkt te hebben. Intussen heeft Raven een leger gevormd bestaande uit voormalige Eligius-criminelen en Wonkru-leden. Met de Anomaly-steen reizen ze terug naar de aarde om hun overgebleven vrienden op te halen om vervolgens naar Bardo te gaan en Cadogan te stoppen. Hij heeft de code voor de "Laatste Oorlog", die een test over het lot van de mensheid blijkt te zijn, echter al ingevoerd. Tijdens de test wordt hij evenwel vermoord door Clarke, die hem achternagereisd was. De universele rechter van de Anomaly bepaalt dat de mensheid het redden niet waard is en dreigt ermee ieder mens in kristal te veranderen. Clarke besluit haar laatste minuten met Madi door te brengen, maar Raven beslist om de test ook te doen in de hoop om de universele rechter op andere gedachten te brengen.
Ondertussen breekt op Bardo de oorlog uit doordat Sheidheda vanaf de zijkant schoten afvuurt op de Discipelen. Terwijl Levitt en Echo worden neergeschoten op het slagveld, beseft Indra dat Sheidheda dit vuurgevecht heeft veroorzaakt, waarop ze hem vermoordt door hem op te blazen met een sonisch geweer. Als gevolg daarvan volgt een staakt-het-vuren, waarna Octavia erin slaagt om iedereen ervan te overtuigen dat elkaar vermoorden geen oplossing is. Hierdoor wordt de universele rechter op andere gedachten gebracht en besluit het dat de mensheid het wel waard is om te transcenderen.
Nadat iedereen getranscendeerd is, blijft Clarke alleen achter. Ze reist terug naar Sanctum, waar de hond van Russel genaamd Picasso aantreft, en gaat daarna naar de aarde. Eenmaal op de aarde verschijnt de universele rechter in de gedaante van Lexa om haar een aantal dingen uit te leggen. Clarke was het niet waard om te transcenderen, omdat ze de enige was die ooit een moord heeft gepleegd tijdens de test over het lot van de mensheid. Het blijkt echter ook mogelijk te zijn om als getranscendeerde terug te keren naar de menselijke vorm, maar dan zonder de mogelijkheid om zich voort te planten en zonder eeuwig leven na de dood. Clarke treft vervolgens Raven, Echo, Octavia, Levitt, Murphy, Emori, Jackson, Miller, Indra, Gaia, Niylah, Jordan en Hope aan bij de rivier. Zij kozen ervoor om bij Clarke op de aarde te blijven.

## Personages

### Hoofdpersonages
| Acteur             | Personage                           | Aantal afleveringen | Aantal afleveringen | Aantal afleveringen | Aantal afleveringen | Aantal afleveringen | Aantal afleveringen | Aantal afleveringen | Aantal afleveringen |
| Acteur             | Personage                           | S1                  | S2                  | S3                  | S4                  | S5                  | S6                  | S7                  | Totaal              |
| ------------------ | ----------------------------------- | ------------------- | ------------------- | ------------------- | ------------------- | ------------------- | ------------------- | ------------------- | ------------------- |
| Eliza Taylor       | Clarke Griffin                      | 13                  | 16                  | 15                  | 13                  | 13                  | 13                  | 13                  | 96 afl.             |
| Marie Avgeropoulos | Octavia Blake                       | 13                  | 16                  | 15                  | 12                  | 12                  | 13                  | 14                  | 95 afl.             |
| Bob Morley         | Bellamy Blake                       | 13                  | 16                  | 15                  | 13                  | 12                  | 13                  | 6                   | 88 afl.             |
| Lindsey Morgan     | Raven Reyes                         | 11                  | 12                  | 11                  | 11                  | 10                  | 11                  | 12                  | 78 afl.             |
| Richard Harmon     | John Murphy                         | 8                   | 11                  | 12                  | 10                  | 10                  | 11                  | 12                  | 74 afl.             |
| Paige Turco        | Abigail "Abby" Griffin              | 10                  | 12                  | 11                  | 10                  | 10                  | 10                  | 1                   | 64 afl.             |
| Henry Ian Cusick   | Marcus Kane                         | 10                  | 12                  | 12                  | 11                  | 10                  | 3                   |                     | 58 afl.             |
| Christopher Larkin | Monty Green                         | 8                   | 11                  | 13                  | 10                  | 10                  | 1                   |                     | 53 afl.             |
| Tasya Teles        | Echo                                |                     | 2                   | 1                   | 9                   | 10                  | 10                  | 13                  | 45 afl.             |
| Isaiah Washington  | Thelonious Jaha                     | 10                  | 11                  | 12                  | 9                   | 1                   |                     |                     | 43 afl.             |
| Devon Bostick      | Jasper Jordan                       | 10                  | 12                  | 12                  | 7                   |                     |                     |                     | 41 afl.             |
| Ricky Whittle      | Lincoln                             | 8                   | 13                  | 7                   |                     |                     |                     |                     | 28 afl.             |
| Thomas McDonell    | Finn Collins                        | 13                  | 9                   |                     |                     |                     |                     |                     | 22 afl.             |
| Chuku Modu         | Gabriel Santiago                    |                     |                     |                     |                     |                     | 10                  | 12                  | 22 afl.             |
| JR Bourne          | Russell Lightbourne VII / Sheidheda |                     |                     |                     |                     |                     | 10                  | 12                  | 22 afl.             |
| Shannon Kook       | Jordan Green                        |                     |                     |                     |                     | 1                   | 7                   | 11                  | 19 afl.             |
| Zach McGowan       | Roan                                |                     |                     | 6                   | 10                  |                     |                     | 1                   | 17 afl.             |
| Shelby Flannery    | Hope Diyoza                         |                     |                     |                     |                     |                     | 1                   | 12                  | 13 afl.             |
| Eli Goree          | Wells Jaha                          | 3                   | 1                   |                     |                     |                     |                     |                     | 4 afl.              |
| Kelly Hu           | Callie Cartwig                      | 1                   |                     |                     |                     |                     |                     |                     | 1 afl.              |

### Terugkerende personages
| Acteur              | Personage               | Aantal afleveringen | Aantal afleveringen | Aantal afleveringen | Aantal afleveringen | Aantal afleveringen | Aantal afleveringen | Aantal afleveringen | Aantal afleveringen |
| Acteur              | Personage               | S1                  | S2                  | S3                  | S4                  | S5                  | S6                  | S7                  | Totaal              |
| ------------------- | ----------------------- | ------------------- | ------------------- | ------------------- | ------------------- | ------------------- | ------------------- | ------------------- | ------------------- |
| Jarod Joseph        | Nathan Miller           | 6                   | 9                   | 12                  | 9                   | 11                  | 9                   | 11                  | 67 afl.             |
| Sachin Sahel        | Eric Jackson            | 7                   | 8                   | 7                   | 8                   | 7                   | 9                   | 12                  | 58 afl.             |
| Adina Porter        | Indra                   |                     | 12                  | 9                   | 8                   | 11                  | 3                   | 11                  | 54 afl.             |
| Luisa D'Oliveira    | Emori                   |                     | 1                   | 6                   | 8                   | 9                   | 8                   | 12                  | 44 afl.             |
| Chelsey Reist       | Harper McIntyre         | 3                   | 7                   | 11                  | 10                  | 10                  |                     |                     | 41 afl.             |
| Jessica Harmon      | Niylah                  |                     |                     | 3                   | 7                   | 7                   | 6                   | 9                   | 32 afl.             |
| Lola Flanery        | Madi Griffin            |                     |                     |                     |                     | 11                  | 10                  | 10                  | 31 afl.             |
| Tati Gabrielle      | Gaia                    |                     |                     |                     | 6                   | 9                   | 8                   | 6                   | 29 afl.             |
| Ivana Milicevic     | Charmaine Diyoza        |                     |                     |                     |                     | 11                  | 6                   | 7                   | 24 afl.             |
| Jojo Ahenkorah      | Costa                   | 3                   | 9                   | 4                   | 6                   |                     |                     |                     | 22 afl.             |
| Alessandro Juliani  | Jacapo Sinclair         | 7                   | 6                   | 6                   | 1                   |                     |                     |                     | 20 afl.             |
| Erica Cerra         | A.L.I.E. / Becca Franco |                     | 1                   | 13                  | 3                   | 1                   | 1                   | 1                   | 20 afl.             |
| Alycia Debnam-Carey | Lexa                    |                     | 9                   | 7                   |                     |                     |                     | 1                   | 17 afl.             |
| Katie Stuart        | Zoe Monroe              | 4                   | 7                   | 4                   |                     |                     |                     |                     | 15 afl.             |
| Michael Beach       | Charles Pike            |                     |                     | 12                  |                     |                     | 1                   |                     | 13 afl.             |
| Genevieve Buechner  | Fox                     | 6                   | 5                   | 1                   |                     |                     |                     |                     | 12 afl.             |
| Eve Harlow          | Maya Vie                |                     | 11                  |                     |                     |                     | 1                   |                     | 12 afl.             |
| Chris Shields       | David Miller            |                     | 5                   | 2                   | 5                   |                     |                     |                     | 12 afl.             |
| William Miller      | Paxton McCreary         |                     |                     |                     |                     | 11                  |                     |                     | 11 afl.             |
| Jordan Bolger       | Miles Shaw              |                     |                     |                     |                     | 10                  | 1                   |                     | 11 afl.             |
| Johnny Whitworth    | Cage Wallace            |                     | 10                  |                     |                     |                     |                     |                     | 10 afl.             |
| Toby Levins         | Carl Emerson            |                     | 7                   | 3                   |                     |                     |                     |                     | 10 afl.             |
| Ty Olsson           | Nyko                    |                     | 6                   | 2                   | 2                   |                     |                     |                     | 10 afl.             |
| Raymond J. Barry    | Dante Wallace           |                     | 9                   |                     |                     |                     |                     |                     | 9 afl.              |
| Kyra Zagorsky       | Kara Cooper             |                     |                     |                     |                     | 8                   |                     |                     | 8 afl.              |
| Dichen Lachman      | Anya                    | 4                   | 3                   |                     |                     |                     |                     |                     | 7 afl.              |
| Rhiannon Fish       | Ontari                  |                     |                     | 7                   |                     |                     |                     |                     | 7 afl.              |
| Nadia Hilker        | Luna                    |                     |                     | 2                   | 5                   |                     |                     |                     | 7 afl.              |
| Tattiawna Jones     | Simone Lightbourne VI   |                     |                     |                     |                     |                     | 7                   |                     | 7 afl.              |
| Neil Sandilands     | Titus                   |                     |                     | 6                   |                     |                     |                     |                     | 6 afl.              |

## Spin-off
In oktober 2019 raakte bekend dat er wordt gewerkt aan een prequel. De pilotaflevering van deze serie kreeg de naam Anaconda en werd uitgezonden als aflevering tijdens het zevende seizoen van The 100. De spin-off zal zich 97 jaar voor de gebeurtenissen uit het eerste seizoen afspelen, net na de nucleaire ramp die bijna iedereen op aarde het leven kostte.

## Trivia
- De Grounders hebben in de tijd na de nucleaire ramp een eigen taal ontwikkeld, genaamd Trigedasleng. Enkele voorbeelden:
  - Nucleaire apocalyps: Praimfaya
  - Commandant: Heda
  - Nachtbloed: Natblida
- Producent Jason Rothenberg heeft bevestigd dat het zevende seizoen het laatste seizoen van The 100 zal zijn.[6] De laatste aflevering zal de honderdste van de serie zijn.[7]